# Grimmia kansuana
Grimmia kansuana là một loài Rêu trong họ Grimmiaceae. Loài này được Müll. Hal. mô tả khoa học đầu tiên năm 1896.